# Perur Chettipalayam
Perur Chettipalayam es una ciudad censal situada en el distrito de Coimbatore en el estado de Tamil Nadu (India). Su población es de 17809 habitantes (2011). Se encuentra a 7 km de Coimbatore.

## Demografía
Según el censo de 2011 la población de Perur Chettipalayam era de 17809 habitantes, de los cuales 8891 eran hombres y 8918 eran mujeres. Perur Chettipalayam tiene una tasa media de alfabetización del 82,47%, superior a la media estatal del 80,09%: la alfabetización masculina es del 87,84%, y la alfabetización femenina del 77,14%.